# والتر هارولد موسلي
والتر هارولد موسلي (بالإنجليزية: Walter Harold Mosley)‏ هو ضابط أمريكي، ولد في 17 يناير 1916 في واكو في الولايات المتحدة، وتوفي في 1942.